# Estación de Taverny
La estación de Taverny es una estación ferroviaria francesa situada en la comuna homónima, en el departamento de Valle del Oise, al norte de París. Por ella transitan únicamente los trenes de la línea H del Transilien. 

## Historia
La estación data de 1846 cuando fue construida por la Compañía de Ferrocarriles del Norte como parte de la línea París - Lille. En 1938 pasó a depender de la SNCF. El tramo al que pertenece fue electrificado en 1970.

## Descripción
Se compone de dos andenes laterales y de dos vías
El edificio de viajeros se caracteriza por su peculiar fachada pintada con tramos rojos, sus ventanas ovaladas, su techo de teja y su torre del reloj.